# موسرایت
موسرایت (انگلیسی: Mosrite) شرکت تجهیزات موسیقی آمریکایی است، که در سال ۱۹۵۶ تأسیس شد.